# Eva nera
Eva nera è un film del 1976 diretto da Joe D'Amato.

## Trama
Eva è una ballerina esotica che danza nei night-clubs esibendosi con dei serpenti. Una sera incontra Jules, che la convince a recarsi a Hong Kong dove le presenta il fratello Judas, un ebreo commerciante di diamanti molto ricco che l'ospita a casa, la riempie di regali e inizia a corteggiarla, lasciandola però libera d'intrattenersi con altre persone. Eva fa amicizia prima con Candie, quindi con la dottoressa Jerry.
L'amicizia con le due donne però scatena la gelosia di Jules, che le fa uccidere con i serpenti velenosi che tiene a casa. Eva finge di non sapere che Jules ha fatto uccidere le sue amiche e l'invita ad accompagnarla su un'isola: là lo fa uccidere dagli indigeni, mediante un antico rito barbaro. Prima di morire, Jules le rivela che Judas in realtà è suo padre, cosa già nota a Eva, che torna da Judas e danza davanti a lui con un letale mamba verde, quindi si lascia mordere e morire davanti ai suoi occhi.

## Produzione
Fu girato da D'Amato in contemporanea con Emanuelle nera - Orient Reportage, ma non fa parte della serie Emanuelle nera. È il secondo film interpretato da Laura Gemser per Joe D'Amato: in seguito i due lavorarono insieme in molti altri film.
Il film fu girato interamente ad Hong Kong. Jack Palance creò dei problemi durante la lavorazione, poiché volle interpretare il ruolo di Judas, scritto per Gabriele Tinti. Ciò costrinse D'Amato a riscrivere la sceneggiatura in pochi giorni.

## Il rimontaggio del 1980
Una versione pornografica del film, intitolata Porno Esotic Love, fu realizzata nel 1980 aggiungendo scene hard girate a Santo Domingo e interpretate da Annj Goren e Mark Shanon.